# Устами младенца
«Устами младенца» — интеллектуальная телеигра, в которой две команды соревнуются в угадывании детских объяснений и толкований каких-либо слов.
Игра основана на формате американского шоу Child's Play. Первая программа «Видео Интернешнл», созданная при участии Mark Goodson Productions, а также одна из первых передач на российском телевидении, официально приобретённая по иностранной лицензии.
Выходила в эфир с 4 сентября 1992 по 1 января 1997 года по пятницам вечером, позже по субботам, затем по понедельникам вечером и каждые выходные утром на РТР, с 12 января 1997 по 29 декабря 1998 года — по воскресеньям в 10:00 на НТВ, с 11 апреля 1999 по 3 сентября 2000 года — по воскресеньям в 18:00 на РТР. С 27 апреля 2013 по 27 декабря 2014 года выходила на канале «Disney» по субботам в 17:30. Ведущим игры с 1992 по 2000 год был Александр Гуревич, с 2013 по 2014 год — Максим Виторган.
С 20 августа 2016 по 23 декабря 2018 года телеигра вновь выходила на НТВ сначала по субботам, затем по воскресеньям утром. Изначально ведущим третьей версии был Алексей Кортнев, впоследствии его заменил Александр Олешко.
С 12 января 2020 по 4 декабря 2022 года телеигра вновь выходила на телеканале «Россия-1» по воскресеньям утром. Изначально ведущей четвёртой версии была Ольга Шелест, впоследствии её заменил Евгений Рыбов.
С 20 мая по 7 августа 2023 года на телеканале СТС по субботам в 10:00 (с 19 июня из-за низких рейтингов — по понедельникам в 8:00) выходил аналогичный проект «Взрослым не понять», ведущим которого стал Антон Шастун — один из ведущих шоу «Импровизаторы». Этот проект не имел официального дистрибьютора. Его производством занимался тот же производитель («Студия 2В», впоследствии переименованная в «2V Media») и та же команда.
Ранее, помимо России, собственные версии игры транслировались в Австралии, Великобритании, Вьетнаме, Германии, Греции, Индонезии, Испании, Казахстане, Нидерландах, Польше, США (англо- и испаноязычные выпуски), Швеции и Украине.

## Правила игры

### Загадалки
В этом конкурсе ведущий давал игрокам маленькие подсказки (на 1-2 секунды) на некое слово. Сначала команда решала, кто из её участников будет играть в конкурсе, а кто — подсказывать игроку. После этого игроку запускалось 45 секунд, за которые он должен был отгадать слова по коротким подсказкам ведущего (всего давалось 3 попытки). За каждое угаданное игроком слово команда получала по 1 очку. Сумма очков, набранных в конкурсе каждой командой, удваивалась.

### Рассуждалки
На экране, выполненном в форме глаза, командам показывался сюжет (примерно на 30 секунд), в котором один (реже — два) ребёнок пытался объяснить значение слова, которое показывалось телезрителям в нижней части экрана. Если в записи сюжета ребёнок сам произнёс это слово, либо однокоренное ему, на экране появлялось розовое (позднее — голубое) облако с надписью «ОЙ!» и издавался соответствующий звук. По окончании сюжета ведущий обращался к одной из команд и спрашивал её, о чём идёт речь. Игра между командами шла поочередно: если игрок одной команды отвечал неверно, ход переходил к другой, если правильно — то первая попытка на следующее задание была у команды соперников. У команд было три попытки на отгадывание слова — за первую давалось 15 очков, за вторую — 10 и за третью — 5. В 2013 году команды угадывали слово только с одной попытки, и правильный ответ дал команде 10 очков. Также в этот же период они могут взять дополнительные сюжеты, но за верный ответ команда получила всего лишь 5 очков. Всего в этом конкурсе загадывалось три, в сезоне 1999—2000 — два, в 2013—2014 годах — четыре, сейчас — два слова.

### Музыкальная пауза
В качестве небольшой передышки команды и телезрители слушают кусочек популярного хита в исполнении одного или двух детей. В первом сезоне рубрика называлась «Шоу», во втором — «Напевалки», в третьем - «Шоу без комплексов».

### Объяснялки
Здесь командам показывался большой полуминутный сборный сюжет, в котором разные дети объясняли значение одного и того же слова. Командам давалось две попытки — с первой она получала 50 (позднее — 30) очков, со второй — 25 (позднее — 15). Очередность хода была такая же, как и в «Рассуждалках».
В 1999—2000 гг. этот конкурс не проводился из-за сокращения эфирного времени программы, а в 2013 году конкурс вернулся в новом формате. Там ведущий задавал вопрос экспертам и давал 3-4 варианта ответа, и игроки поочерёдно давали ответы. Каждый верный ответ игрока приносил команде 5 баллов.

### Обгонялки
Здесь команды играли уже не поочередно, а соревнованием. Им показывался сюжет, в котором один ребёнок объяснял значение некоего слова, причём телезрителям оно уже не показывалось. В любой момент каждый из четырёх участников обеих команд мог нажать на красную кнопку у себя на столе, тем самым прервав сюжет, и выдать свою версию. За правильный ответ команде давалось 20 очков (в 2013 году — 10 очков с первой попытки и 5 очков со второй). Если игрок отвечал неверно, сюжет шёл до конца и представитель другой команды давал свой ответ. Если и он ошибался, команда не получала ничего, а ведущий объявлял верный ответ. Конкурс продолжался до тех пор, пока:
- не были показаны 6, затем в 1999—2000 годах 10, а в 2013 году — 3 сюжета;
- одна из команд не набирала по итогам игры 200 очков (до 2000 года).

Во втором случае победившая команда забирала суперприз. Команда, набравшая больше очков, но не прошедшая рубеж в 200, получала приз второй степени (как правило, это была малая бытовая техника). Вторая команда получала утешительные призы (самым первым из них была книга «Устами младенца»).

### Побеждалки
Конкурс проводился с 2013 года. Правила аналогичны финальному конкурсу в игре «Детские шалости». Игроку предстоит за минуту успешно объяснить детям 8 слов, не используя при этом однокоренные.

## Награды
В 1995 году программа была награждена премией «Золотой Остап».
В 1996 году программа стала финалистом конкурса «ТЭФИ» в номинации «Лучшая программа для детей».